# Palm (Adelsgeschlecht)

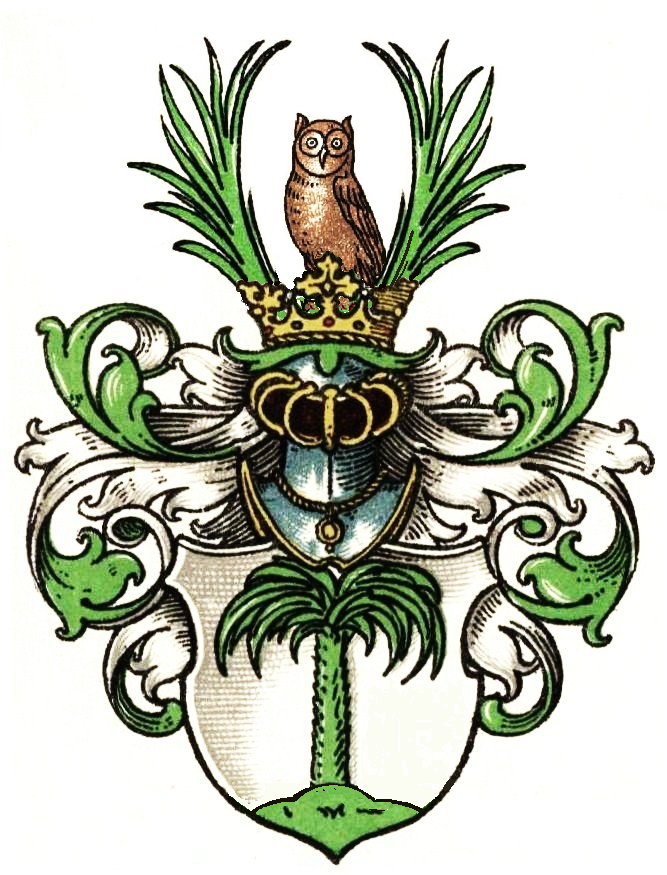
Stammwappen der Palm

Die Palm waren eine deutsche Adels- und Fürstenfamilie aus Esslingen am Neckar. Als Bankiers und Diplomaten schafften Angehörige des Geschlechtes innerhalb von drei Generationen den Aufstieg vom Esslinger Bürgertum in den Reichsfürstenstand, doch erlosch die Hauptlinie bereits in der nächsten Generation 1851 im Mannesstamm.

## Geschichte
Die noch im genealogisch-historisch-statistischen Almanach von 1835 postulierte Abstammung von einem alten katalanischen Adelsgeschlecht de Lullis ist eine genealogische Legende, die im Zusammenhang mit dem hohen sozialen Prestige durch die Erhebung in den Grafenstand bzw. der Fürstung im 18. Jahrhundert zu sehen ist. Diese Legende besagt, dass das Geschlecht im Jahr 1235 im Gefolge König Jakobs von Aragon nach Mallorca gekommen sei, wo es den Namen de Palma erhalten habe. Über Mailand sei ein Zweig in die Schweiz gekommen, wo er im Grafenstand eine Burg namens Palmeck besessen habe. In der Reformationszeit seien die Palm als Protestanten von dort nach Schwaben abgewandert.
Nachfahren des aus Schwaben stammenden, seit 1419 mit Hans Balm, Bürger in Neresheim, nachweisbaren Geschlechts Palm sind noch heute weit verbreitet. Stammvater des späteren Adelsgeschlechtes ist Wilhelm Balm (Palm), urkundlich 1478, † 1494, Syndikus des Klosters Zimmern. Matthäus Palm war Bürgermeister zu Neresheim. Sein Sohn, der ernhafft und viirnehm Wilhalm Balm (der ehrenhafte und vornehme Wilhelm Palm; 1545–1580) war das erste in Schorndorf ansässige Familienmitglied. Seine Ehefrau Susanne Dauer (1544–1576) entstammte einer Augsburger Familie. Ihr Vater Michael Dauer war Eisenbergwerksbesitzer in Blaichach im heutigen Landkreis Oberallgäu, ab 1542 Faktor und Eisengießer in Heidenheim und ab 1557 Teilhaber der Brenztalwerke. Wilhelms Enkel Johann Heinrich Palm (1600–1633), der ursprünglich aus Schorndorf stammte, erwarb 1631 das Bürgerrecht der reichsunmittelbaren Stadt Esslingen am Neckar.
Mitte des 17. Jahrhunderts trat sein Sohn Johann Heinrich (1632–1684) in die Dienste der Habsburger und wurde kaiserlicher Rat seiner Majestät Leopold I. in Esslingen. Sein Sohn Johann David (1657–1721) diente zunächst in der kaiserlichen Heeresverwaltung und wurde später kaiserlicher Hofkammerrat in Wien. 1683 trat er vom evangelischen zum katholischen Glauben über, während seine Brüder zeitlebens evangelisch blieben und ihre Verbindung nach Esslingen nie abreißen ließen.
In Anerkennung seiner Verdienste während des Türkenkrieges wurde Johann David Palm 1687 in den ungarischen Adelsstand erhoben. Nach seiner Heirat mit Anna Maria Mondenz (1689), der Tochter eines Wiener Kaufmanns, war er zudem als Unternehmer tätig geworden. Die Mondenz'sche Handlung entwickelte sich schnell zu einem der führenden österreichischen Privatbankhäuser. Nach Übernahme der Mondenz'schen Handlung holte Johann David seine Brüder Johann Heinrich (1660–1710), Jonathan (1671–1740) und Franz (1676–1742), die alle eine kaufmännische Ausbildung und enge geschäftliche Verbindungen zu den großen Augsburger Handelshäusern wie den Fugger besaßen, in das Wiener Unternehmen. Die Handlung expandierte stark im Kredit- und Juwelengeschäft.
1705 reformierte Johann David zusammen mit dem Hofkammerpräsidenten Graf Starhemberg, dem Grafen Kaunitz sowie Prinz Eugen von Savoyen die ungarische, die siebenbürgische und die österreichische Finanzverwaltung. 1711 wurden die Brüder in den erblichen Reichsritterstand erhoben. Jonathan und sein jüngster Bruder Franz, erwarben das Rittergut Mühlhausen am Neckar und immatrikulierten sich in der Schwäbischen Reichsritterschaft, während Johann David Grundbesitz in Niederösterreich erwarb. Johann David und seine Brüder zogen sich schließlich schrittweise aus den Palm'schen Unternehmen zurück und übergaben die aktive Geschäftsführung an die Söhne Johann Heinrichs (1660–1710), nämlich Johann Heinrich jun. (1687–1744) und Franz Gottlieb (1691–1749). Dank ihrer Verdienste wurden sie 1735 zusammen mit ihren Onkeln Jonathan (1671–1740) und Franz (1676–1742) in den Reichsfreiherrnstand erhoben.
Franz Gottlieb (1691–1749) erwarb für seine Familie eine Reihe von Gütern in Schwaben, außerdem gelang ihm als Finanzberater von Kaiser Franz I. Stephan wieder der Anschluss an die internationalen Kredittransaktionen des Wiener Hofes. Sein Cousin Carl Joseph (1698–1770), der älteste Sohn Johann Davids, trat unterdessen in den kaiserlichen diplomatischen Dienst ein, wurde 1725 kaiserlicher bevollmächtigter Minister in England und erlangte in Anerkennung seiner Verdienste 1729 seine Erhebung in den Reichsfreiherrenstand. 1734 berief ihn Kaiser Karl VI. zum österreichischen Direktorialgesandten beim Immerwährenden Reichstag in Regensburg. Nach 1740 spielte er eine Schlüsselrolle im Österreichischen Erbfolgekrieg. 1745 wurde er von Kaiser Franz I. Stephan zum Prinzipalkommissar beim Reichstag in Regensburg ernannt und fünf Jahre später in den Reichsgrafenstand erhoben. Als man Palm vorwarf, beim Reichstag als Diplomat die Bemühungen des Kaisers, das Haus Reuß in den Fürstenrang aufzunehmen, hintertrieben zu haben, wurde er 1754 seines Amtes enthoben und musste Regensburg verlassen. Durch Erbschaft von seinem Onkel Franz (1676–1742) kam er jedoch an ein riesiges Vermögen, das er nach 1750 in Grundbesitz in Böhmen anlegte. 1767 wurde das Palm'sche Bankunternehmen verkauft.

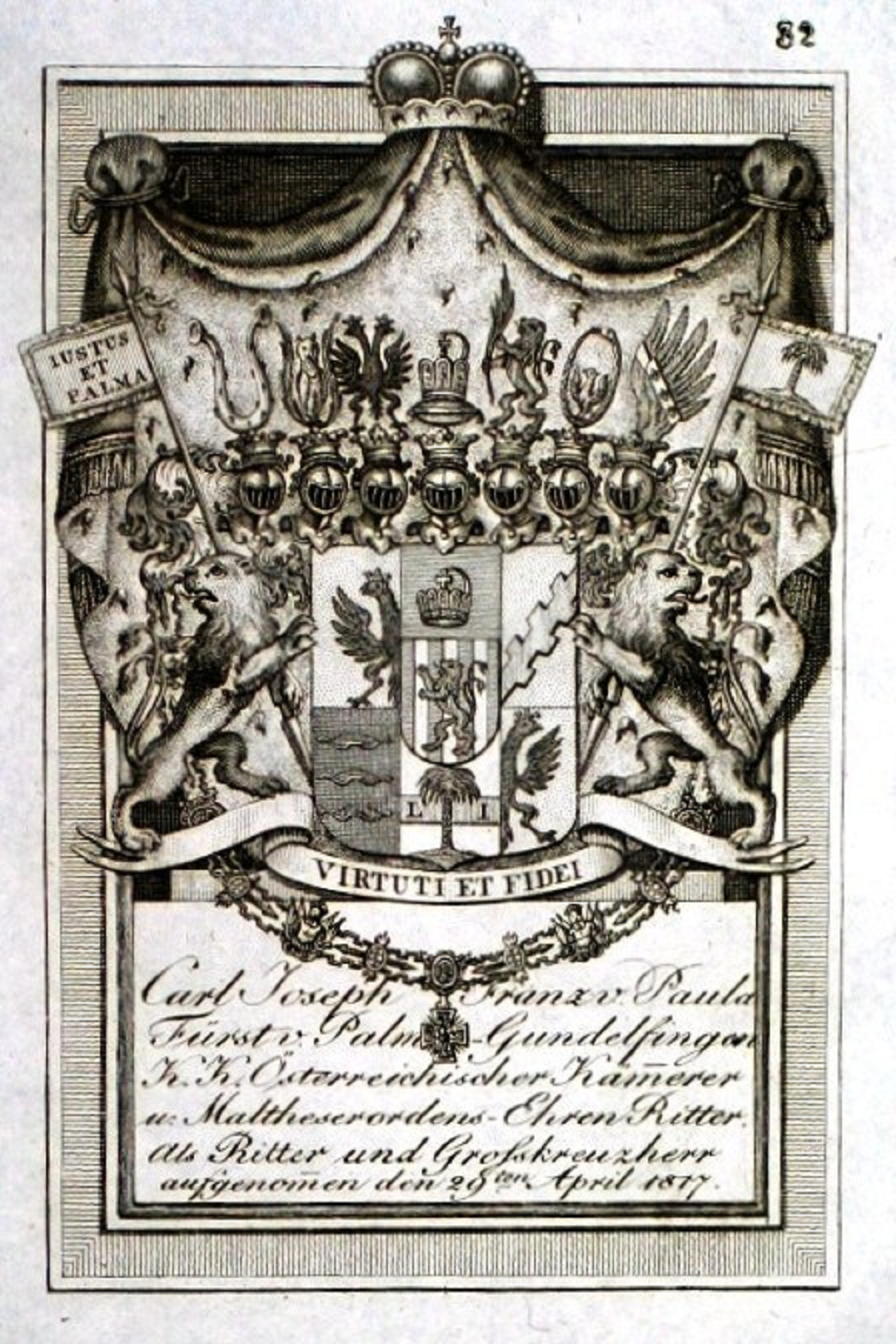
Wappen des Fürsten Carl Joseph III. von Palm-Gundelfingen (1773–1851)

Sein Sohn Carl Joseph (1749–1814) konnte 1774 für 68.000 Gulden aus dem Familienvermögen die reichsunmittelbare Herrschaft Hohengundelfingen samt Burg kaufen und erreichte 1783 seine Erhebung in den Reichsfürstenstand, die ihn rund 500.000 Gulden an Taxen kostete. Das dafür eingehobene Geld wurde für die Wohlfahrtspolitik Kaiser Josephs II. verwendet. Die Reichsfürstenwürde der Palm war nach dem Recht der Erstgeburt vererblich; nach der 1774 erworbenen reichsunmittelbaren Herrschaft nannten sie sich seither auch "Palm-Gundelfingen". Hohe standesgemäße Verpflichtungen sowie eine verschwenderische Hofhaltung des neuen Fürstenhauses führten jedoch schon 1789 zum finanziellen Zusammenbruch und Verlust an sozialer Wertschätzung.
Der 1. Fürst von Palm hinterließ einen Sohn namens Carl Joseph (1773–1851), der das Amt eines niederösterreichischen Regierungsrates innehatte und seinem Vater 1814 als 2. Fürst von Palm und Inhaber des Güterbesitzes nachfolgte. Trotz seiner vier Ehen starb er kinderlos und mit ihm das Fürstengeschlecht der Palm.
Die Urenkel jenes Jonathan von Palm (1671–1740), der mit seinen Brüdern 1711 in den Reichsritter- und 1735 in den Reichsfreiherrnstand erhoben worden war, Karl (1784–1834) und Friedrich (1787–1862), begründeten zwei freiherrliche Linien der Familie von Palm, von denen die erste 1927 im Mannesstamm erloschen ist.

## Besitzungen
Zentrum des palmschen Wirkens und Besitzes war lange Zeit die reichsunmittelbare Stadt Esslingen am Neckar, die erst 1802 unter württembergische Landeshoheit kam. Zu dieser Zeit waren die mittlerweile zu Fürsten aufgestiegenen Palm bereits überwiegend in Österreich ansässig, wo sie unter anderem in Niederösterreich und Wien bedeutende Realitäten besaßen. Nach 1750 kam dazu auch umfangreicher Grundbesitz in Böhmen. Dieser befand sich in Blažejovice, Dobronín, Dolní Kralovice, Kejžlice, Opálka, Šetějovice, Snět, Střítež u Jihlavy, Zahrádka und Ždírec na Moravě.
Nach ihrer Erhebung in den erblichen Reichsritterstand 1711 erwarben die Brüder Jonathan (1671–1740) und Franz (1676–1742) das Rittergut Mühlhausen am Neckar und immatrikulierten sich im Ritterkanton Donau der Schwäbischen Reichsritterschaft. Johann David (1657–1721) wurde Besitzer der "Herrschaft und Landfeste Brunn und Steinfeld" in Niederösterreich.
In der nächsten Generation erwarb Franz Gottlieb von Palm (1691–1749) in Schwaben die Güter Bodelshofen, Ober- und Unterbalzheim und Steinbach: Im Juni 1740 kaufte er das Gut Bodelshofen und erwarb kurz darauf die Herrschaft Balzheim. Vier Jahre später kam das Gut Steinbach bei Wernau hinzu, wo im Auftrag der Familie im 18. Jahrhundert ein neues Schloss entstand. In Esslingen ließ er für seinen Zweig der Familie den Oberen Palm’schen Bau errichten, das heutige Neue Rathaus. Der Bau wurde 1747 unter Franz Gottlieb von Palm begonnen und in den 1760er Jahren unter dessen Nachfolger Leopold Carl von Palm vollendet. Franz Gottlieb von Palm hatte lange in Wien gelebt und ließ die Residenz in Esslingen nach dem Vorbild von barocken Wiener Bauten aus der ersten Hälfte des 18. Jahrhunderts errichten. Das Esslinger Palais wurde am damaligen Marktplatz auf Grundstücken erbaut, auf denen vorher vier verschiedene Häuser und eine Kelter gestanden hatten. Nach dem Ende des Hauses Palm ging das Gebäude in den Besitz der Stadt Esslingen über und wurde 1840 zum Rathaus umgewandelt.
In Dörzbach befindet sich im Ortsteil Messbach neben der 1776 erbauten und mit schöner Deckenmalerei ausgestatteten Rokokokirche das Schloss der Freiherren von Palm. Es ist ein länglicher Viereckbau mit drei Stockwerken und vier runden gekuppelten Türmen an den Gebäudeecken. Das Schloss wurde wahrscheinlich vor 1750 erbaut, aber erst in späteren Jahren von den Herren von Eyb vollendet.
1755 erwarb die Familie in Böhmen die Allodial-Herrschaft Schrittens und Stöcken nördlich Iglau.
Um 1774 erwarb Carl Joseph, 1. Fürst von Palm (1749–1814) aus dem Familienvermögen die reichsunmittelbare Herrschaft Hohengundelfingen samt Burg und Untertanengütern für 68.000 Gulden. 1805 ging die Reichsunmittelbarkeit jedoch verloren, und die Landeshoheit über Hohengundelfingen kam an die Krone von Württemberg. 1812 verkaufte Palm seinen Besitz in Gundelfingen an den Freiherrn von Gumppenberg-Pöttmes.
1772 erwarb der Reichsgraf und spätere Fürst Karl von Palm die Herrschaft Illereichen um 450000 Gulden. Dieser verkaufte den Besitz 1788 für 750000 Gulden an Fürst Johann Nepomuk Josef von Schwarzenberg.
In Wien besaßen die Fürsten von Palm ein repräsentatives Barockpalais, das seinerzeit als Fürst Palm’sches Haus bekannt war. Es diente während des Wiener Kongresses als Unterkunft diplomatischer Delegationen. Im Zuge der Schleifung der Basteien um 1857 wurde es demoliert. An seiner Stelle wurde im Jahre 1876 vom Fürst Liechtenstein’schen Baubüro ein stattliches Mietshaus erbaut. Das Gebäude ist heute der gegen das Burgtheater hin abschließende Teil eines Häuserensembles mit der Adresse Schenkenstrasse 7 und Löwelstrasse 12.
Carl Joseph, 2. Fürst von Palm (1773–1851), besaß in Wien auch Grundstücke in Fünfhaus und Gumpendorf. An ihn erinnert heute noch die Palmgasse im 15. Wiener Gemeindebezirk.
Auf dem seit dem 18. Jahrhundert in Familienbesitz stehenden Rittergut Mühlhausen ließ Jonathan Freiherr von Palm 1813 auf den Fundamenten des abgebrochenen alten Schlosses das neue Palm’sche Schloss im Stile des Klassizismus erbauen. Im Laufe der Zeit wurde es mehrmals umgebaut, erhielt um 1895 Anbauten und steht seit 1971 unter Denkmalschutz. 1933 erwarb es die Stadt Stuttgart, heute dient es als Bezirksrathaus des Stadtteils Mühlhausen. Einige Bauteile vom alten Palm’schen Schloss werden im Städtischen Lapidarium Stuttgart verwahrt.
Im Jahre 1954 erbte die Gemeinde Balzheim vom dort ansässig gewesenen Dr. Imre Karl Michael Julius Freiherrn von Palm (1884–1949) eine Summe von 1,4 Mio. DM. Im Jahre 1953 kam ein Vergleich zwischen der Familie von Palm und der Gemeinde Oberbalzheim zustande, 1972 wurde die „Stiftung Oberbalzheim – Imre Freiherr von Palm’sche Stiftung“ gegründet und sichergestellt, dass die Erträge aus der Stiftung der ansässigen Bevölkerung zugutekommen und nicht für die gesetzlichen Aufgaben der Gemeinde verwendet werden.

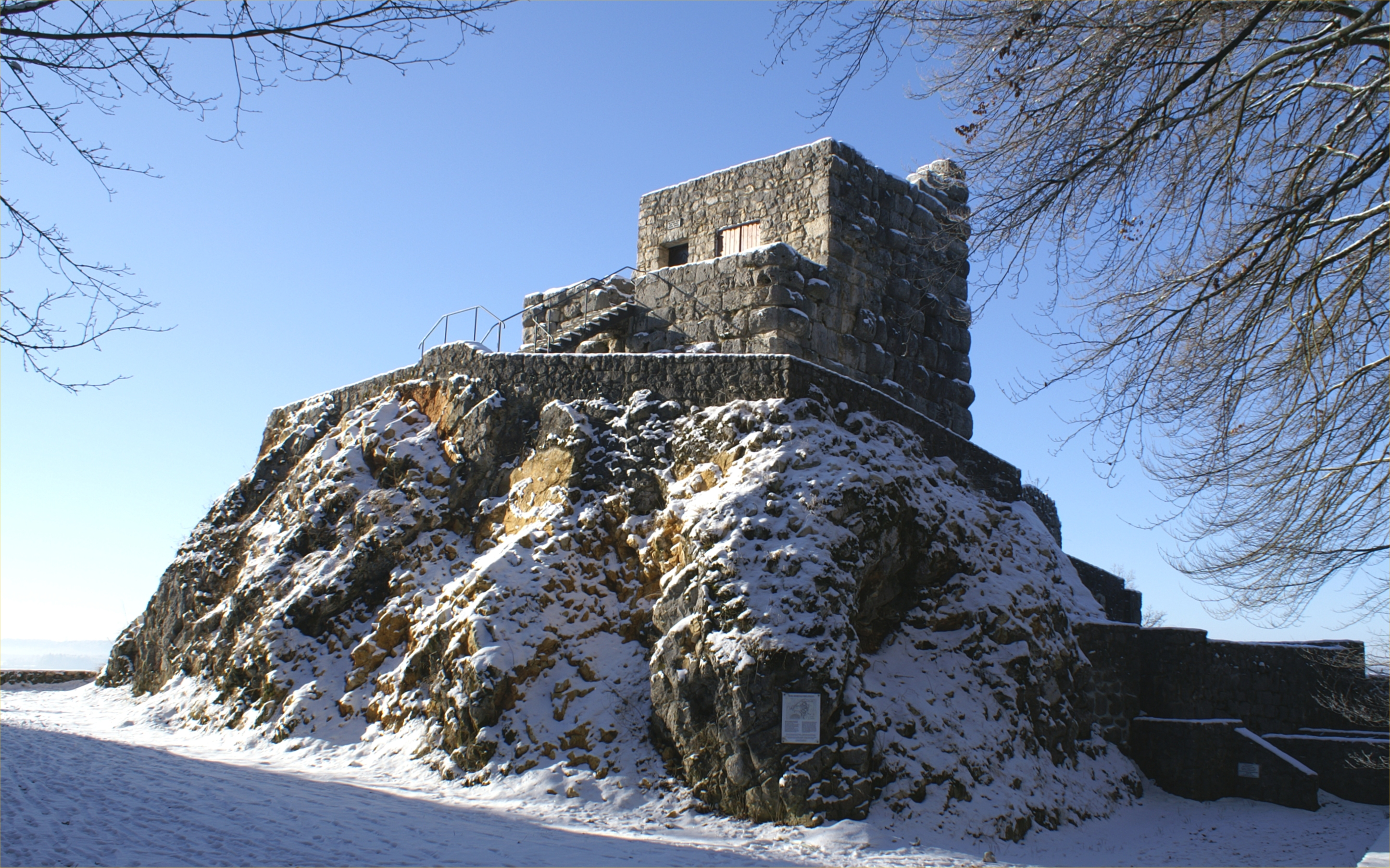
Burg Hohengundelfingen
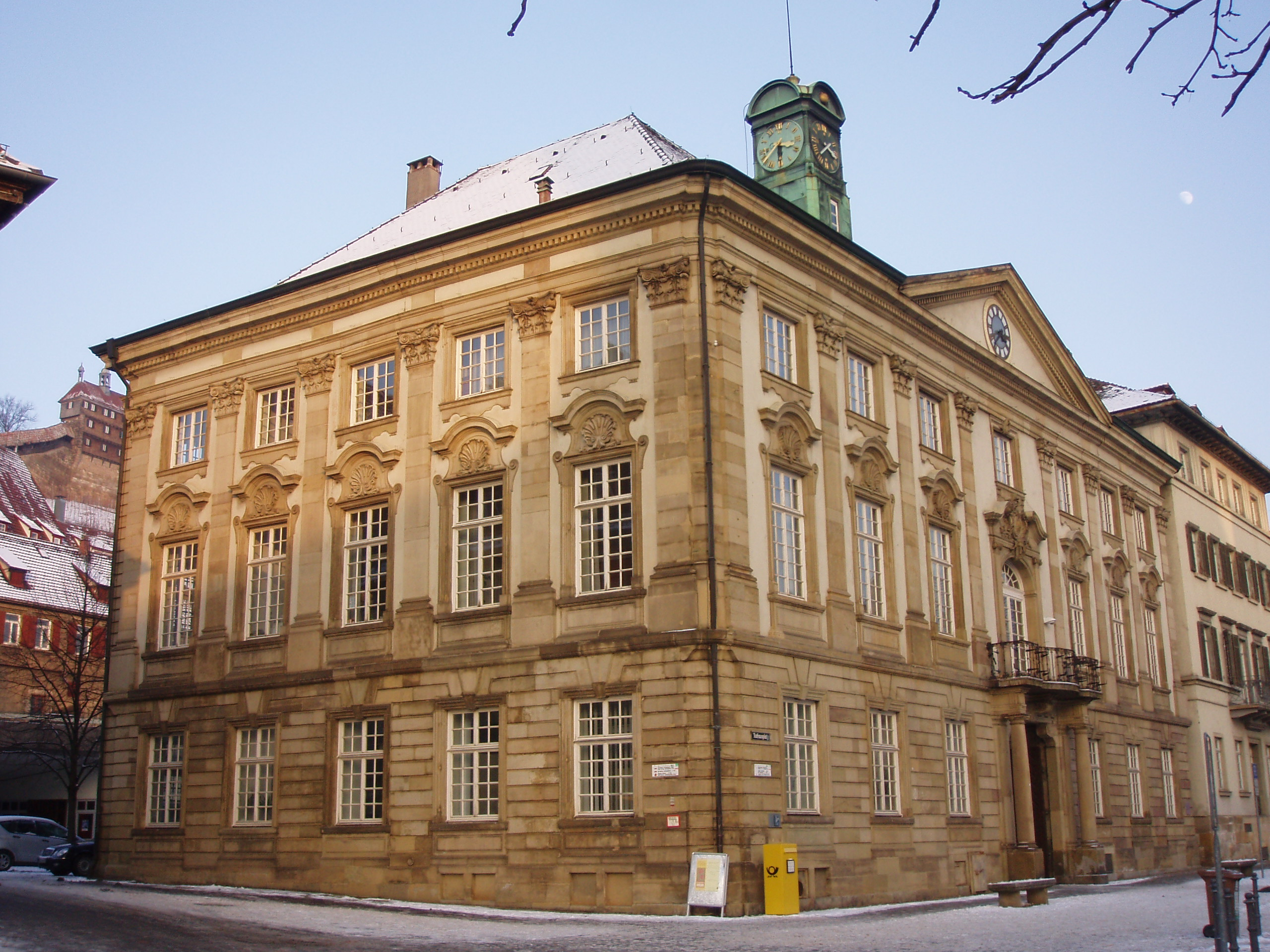
Esslingen – Neues Rathaus, ehemaliges Palm’sches Palais
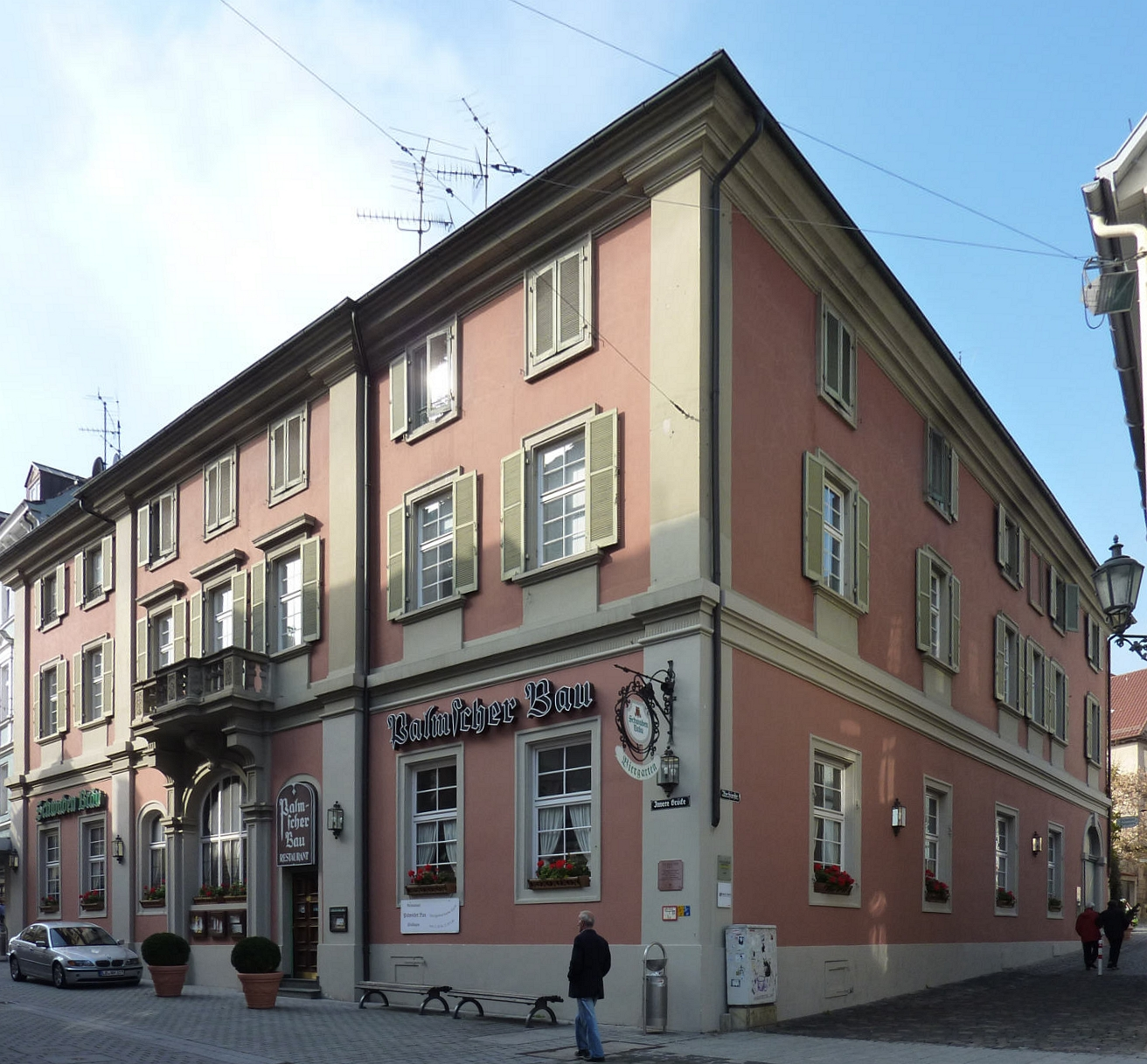
Esslingen: Unterer Palmscher Bau, ehemaliges Stadtpalais
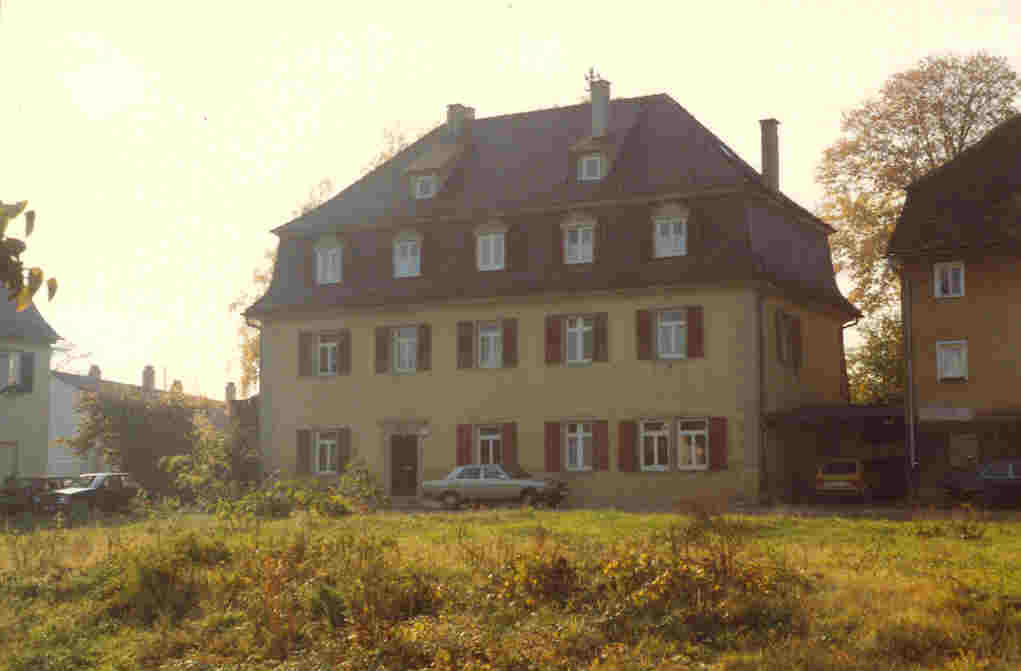
Esslingen: Schloss Hohenkreuz
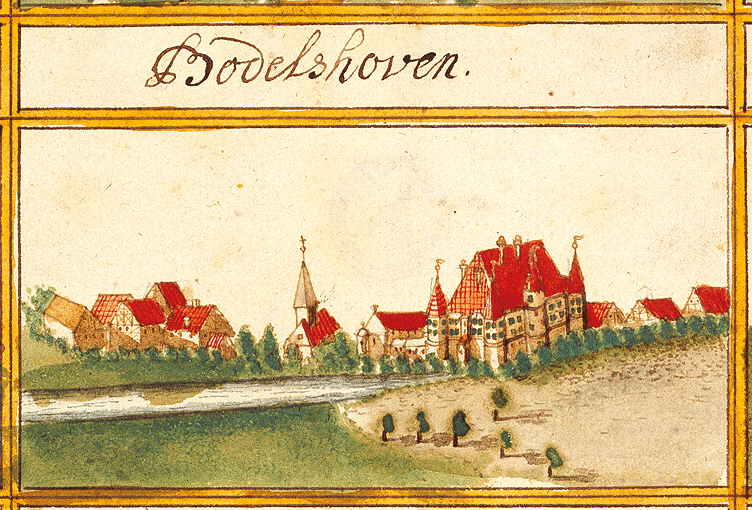
Bodelshofen – Landgut und Schloss
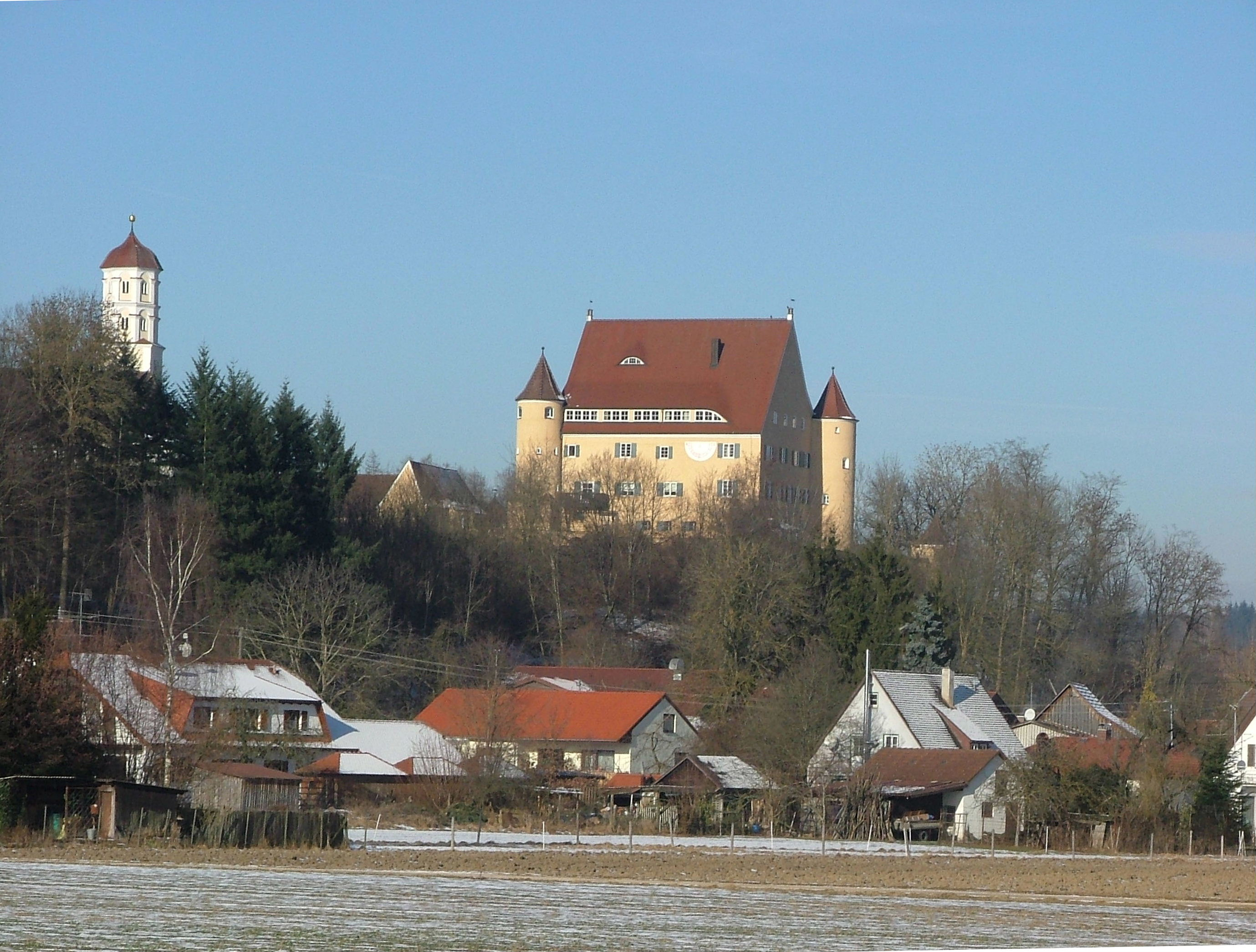
Balzheim – Oberes Schloss
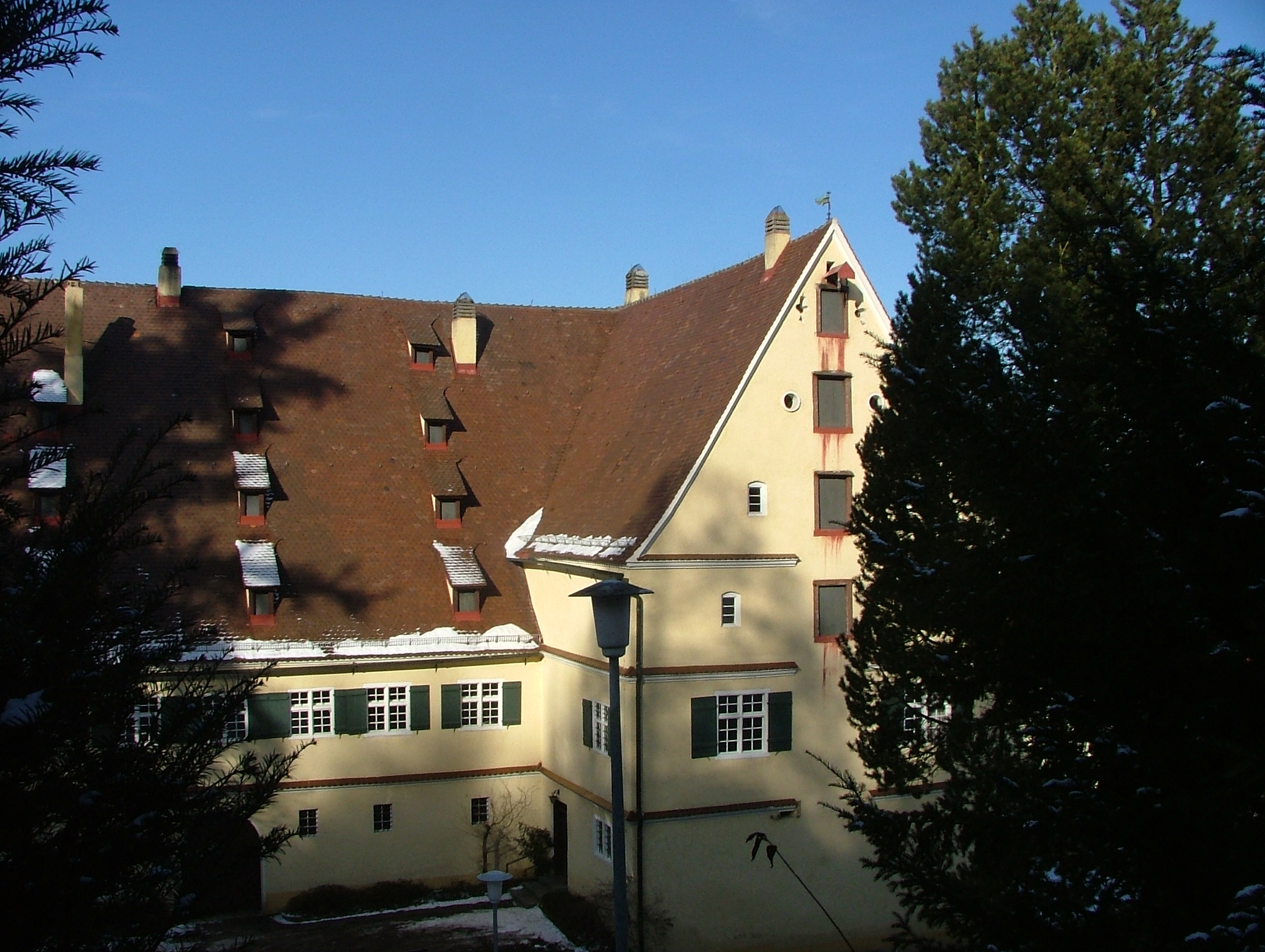
Balzheim – Unteres Schloss
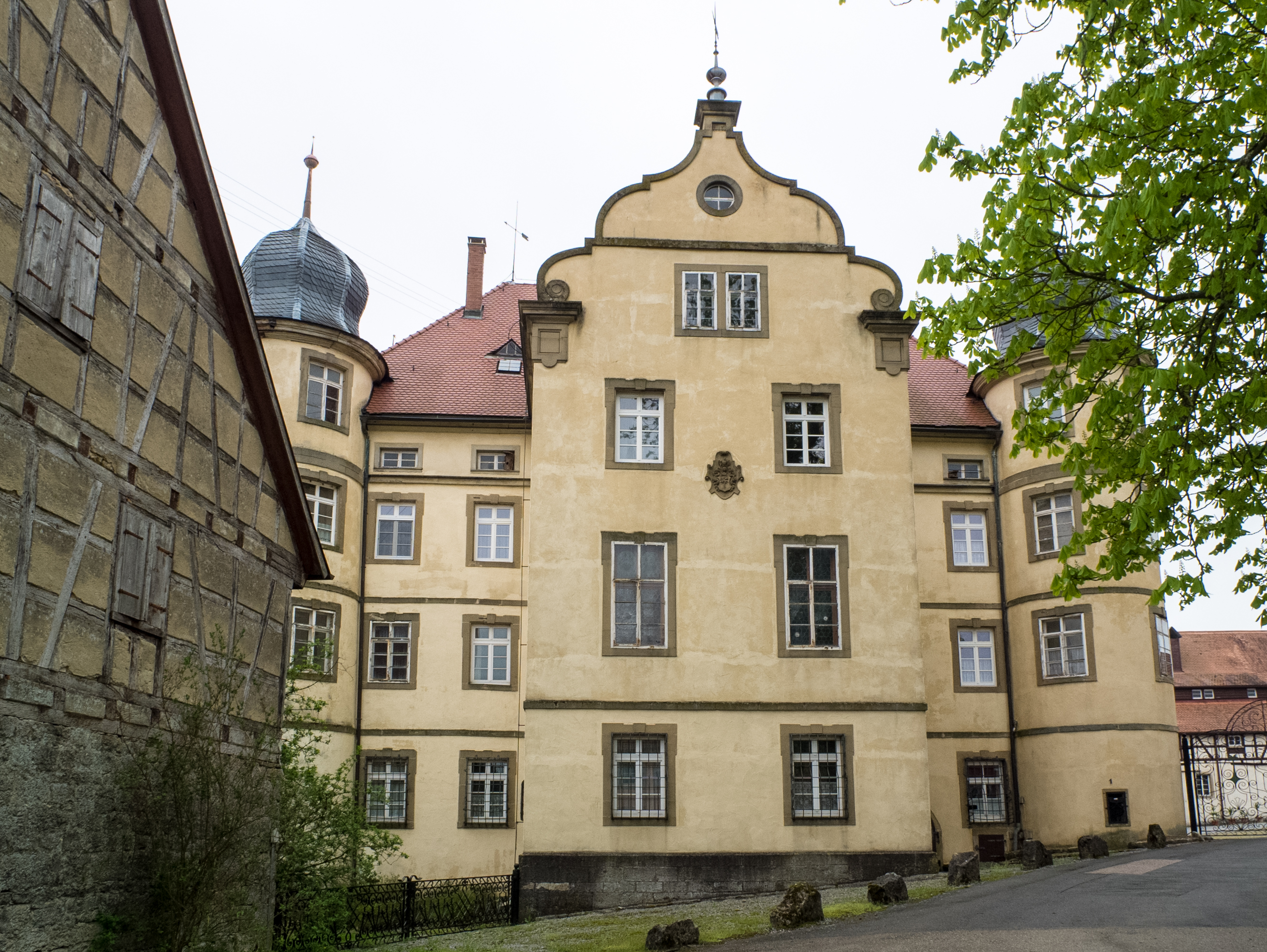
Dörzbach – Schloss Meßbach
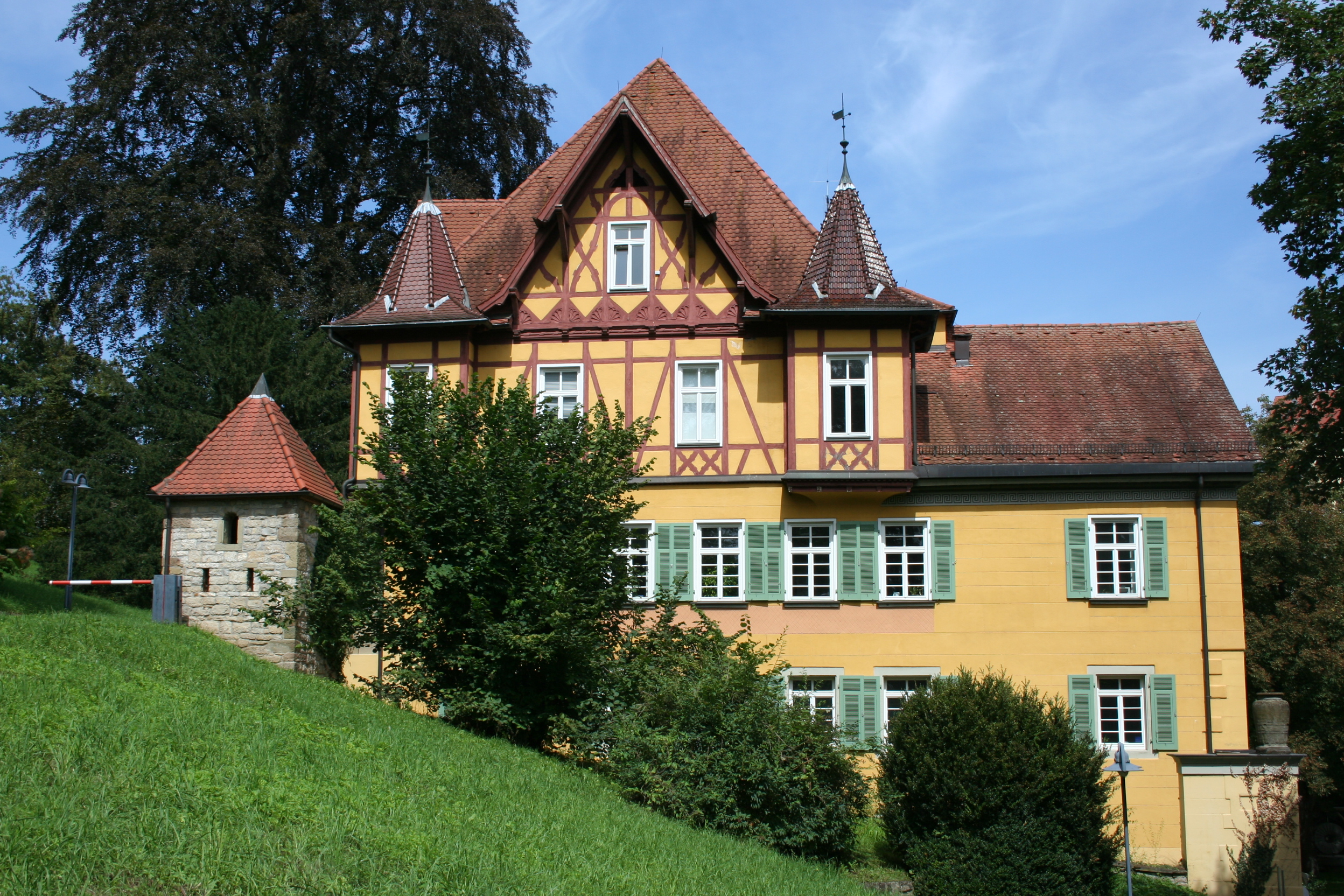
Mühlhausen am Neckar – Palm’sches Schloss
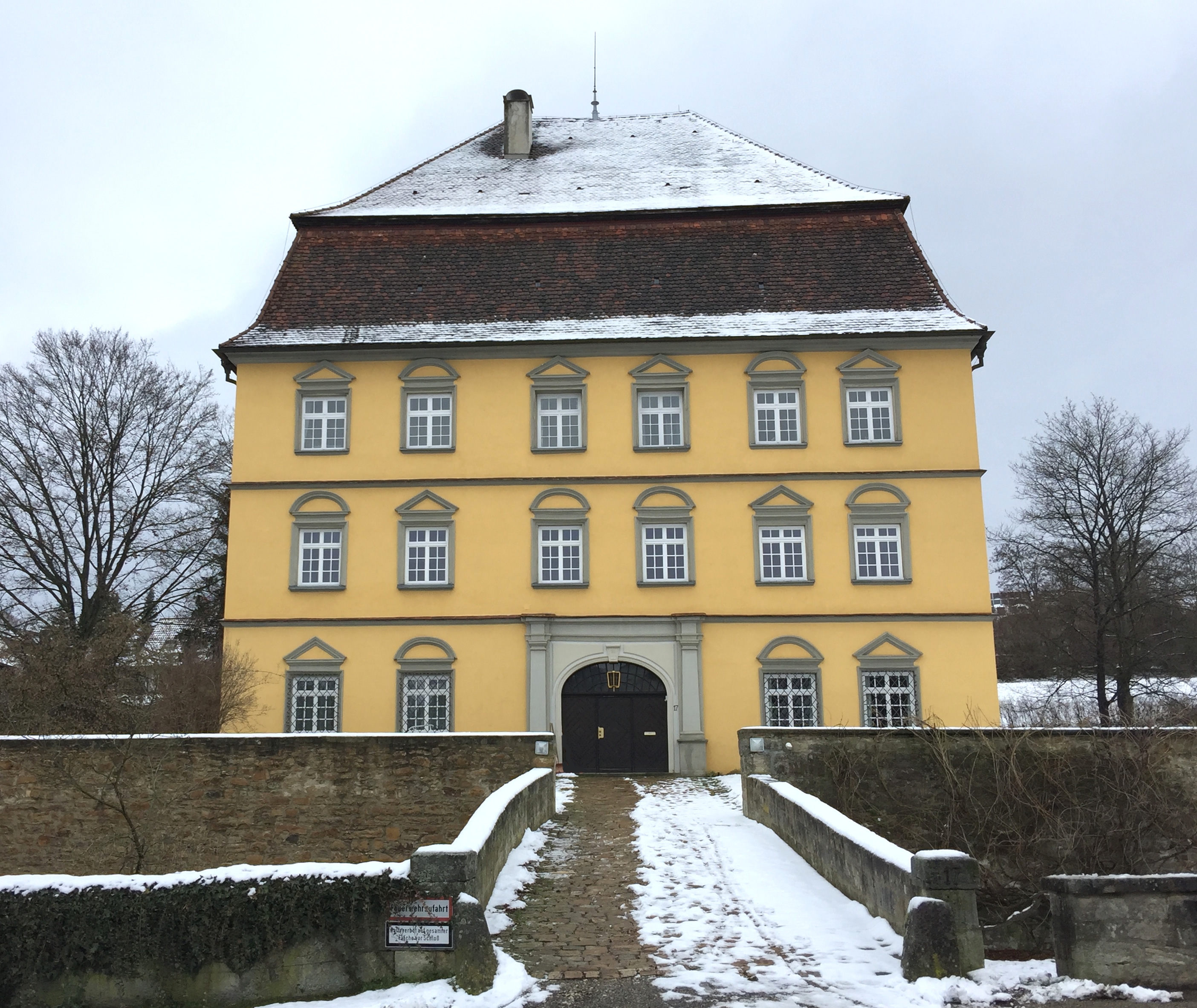
Wernau: Schloss der Freiherren von Palm (Schloss Steinbach)

## Wappen
Das schon im 16. Jahrhundert bekannte redende Stammwappen der Familie von Palm zeigt einen Palmbaum. 
Der Herzschild im fürstlichen Wappen unterstreicht die genealogische Legende des 18. Jahrhunderts von der Herkunft aus der Schweiz: der Löwe, indem er den Habsburger Löwen darstelle, soll damals von König Rudolf den Palm als Zeichen seiner Gnade verliehen worden sein. Tatsächlich ist es das Wappen der Freiherren von Balm, die im 13. Jahrhundert habsburgische Gefolgsleute waren.

### Wappendarstellungen

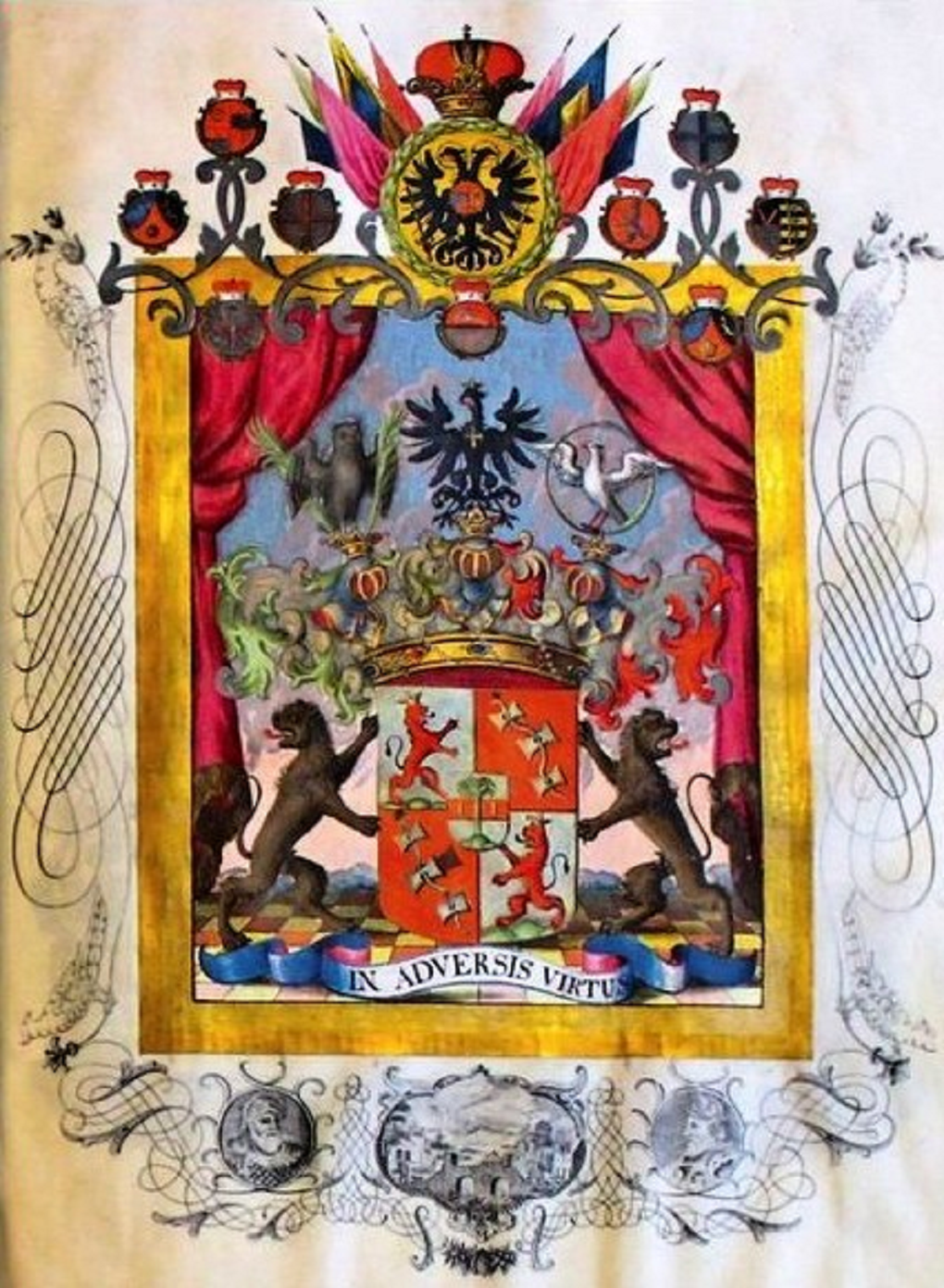
Wappen im Freiherrenbrief
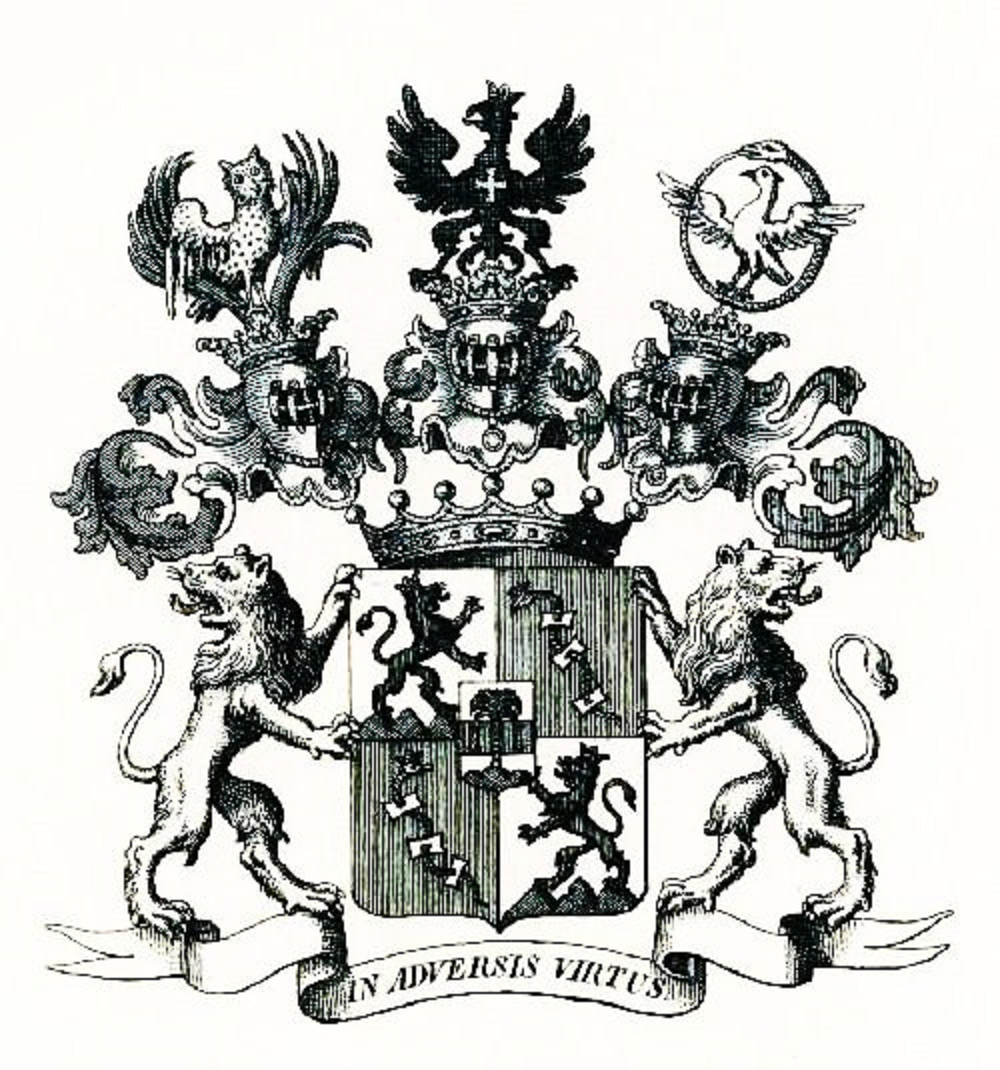
Wappen der Freiherren von Palm
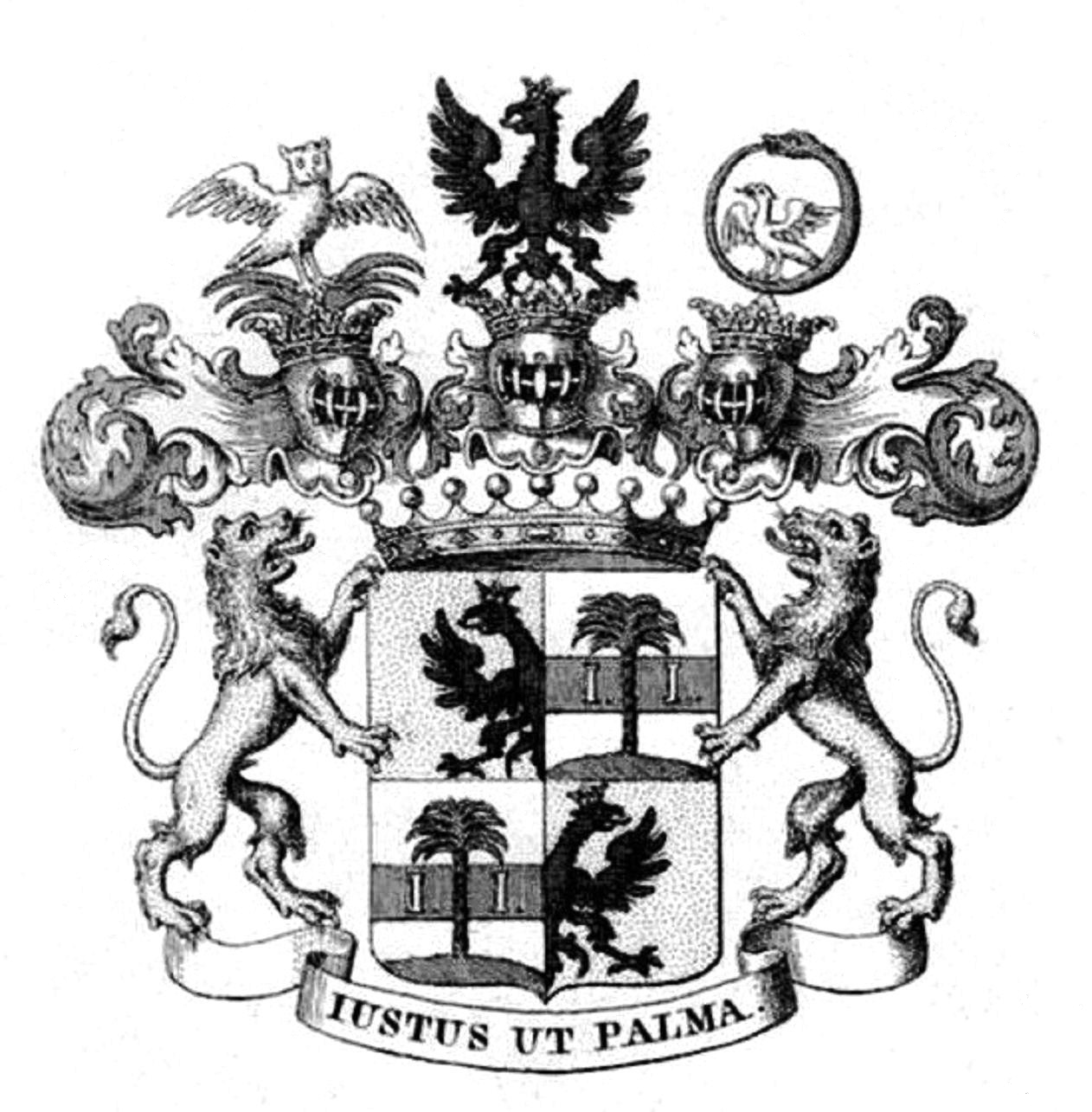
Wappen der Grafen von Palm
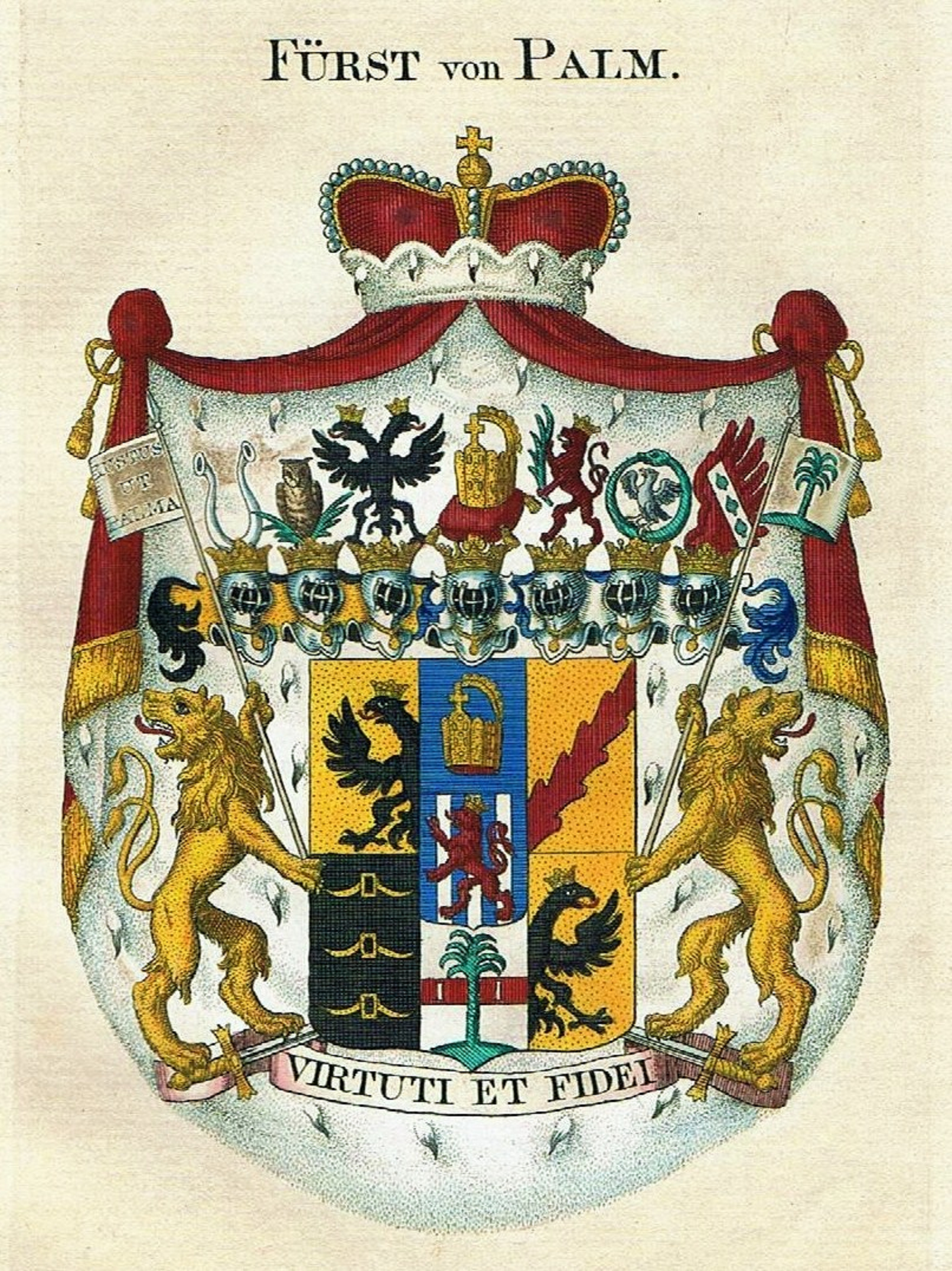
Wappen der Fürsten von Palm

## Genealogie (Auszug)
Johann Heinrich Palm (* 1600 in Schorndorf; † 1633 in Esslingen), Registrator am St. Katharinen-Hospital in Esslingen, ⚭ Margarethe Fleiner (* 1608 in Esslingen; † 1635 in Esslingen), und hatte aus dieser Ehe:
1. Johann Heinrich Palm (* 1632; † 1684 in Esslingen), kaiserlicher Rat ⚭ Anna Katherina Mauchart (* 1638; † 1702 in Esslingen), Tochter des David Mauchart, Bürgermeisters von Esslingen[11], und hatte aus dieser Ehe[12]:
  1. Johann David von Palm (* 22. April 1657 in Esslingen; † 16. Februar 1721 in Wien), geadelt 1687, seit 1711 Reichsritter[12] ⚭ (I) Wien 1686 Maria Magdalena von Ensbaum (* 1661; † 1686), ⚭ (II) Wien 1689 Anna Maria Mondenz (* 1673; † 1714), Tochter des Isaak Mondenz, Kaufmanns und Hofjuweliers in Wien,[11] und hatte aus dieser Ehe 2 Söhne und 3 Töchter, darunter:[12]:
    1. Carl Joseph I. von Palm (* 1698; † 1770), seit 1729 Reichsfreiherr, seit 1750 Reichsgraf ⚭ (I) N.N. (* ? ; † ?), (II) Maria Theresia von Plettenberg (* ? ; † ?), und hatte aus dieser Ehe[12]:
      1. Carl Joseph II., 1. Fürst von Palm (* 1749; † 22. August 1814), seit 1783 Reichsfürst ⚭ 1772 Marie Josephe Freiin von Gumppenberg, Sternkreuzordensdame[13] (* 1753 ; † ?), Tochter des Erbmarschalls von Bayern, des Freiherrn von Gumppenberg auf Pöttmes,[14] und hatte aus dieser Ehe:[15]
        1. Carl Joseph III. Alois Adam Franz, 2. Fürst von Palm (* 28. Juni 1773; † 1851) ⚭ (I) Franziska Solignac-Peschiera Maria Carolina Cajetana Octavia Vinzentia Eva von Gudenus, ⚭ (II) Therese Sabine Lederer zu Hradek, ⚭ (III) Mathilde von Wildburg zu Ottenschlag, ⚭ (IV) Eleonore Leopoldina Maria Anna Gräfin von Abensperg und Traun
        2. Joseph Graf Palm (* ? ; † 23. Oktober 1823)

    2. Leopold Gottlieb Palm (* ? ; † ?)

  2. Johann Heinrich Palm (* 1660; † 1710)[5] ⚭ N.N. (* ? ; † ?), und hatte aus dieser Ehe[12]:
    1. Johann Heinrich von Palm (* 1687; † 1744), seit 1735 Reichsfreiherr[5] ⚭ N.N. (* ? ; † ?), und hatte aus dieser Ehe[12]:
      1. Eberhard Heinrich von Palm
      2. Christian Heinrich von Palm

    2. Franz Gottlieb von Palm (* 1691; † 1749), seit 1735 Reichsfreiherr[5] ⚭ Elisabeth Renata von Mayer
    3. Leopold Carl von Palm (* ? ; † ?), seit 1735 Reichsfreiherr ⚭ Wilhelmine von Weissenbach

  3. Jonathan von Palm (* 1671; † 1740), seit 1711 Reichsritter, seit 1735 Reichsfreiherr[5] ⚭ N.N. (* ? ; † ?), und hatte Nachkommen, die später zwei freiherrliche Linien der Palm begründeten.
  4. Franz von Palm (* 1676; † 1742), seit 1711 Reichsritter, seit 1735 Reichsfreiherr[5]